# اچ‌دی ۶۴۴۸۶
اچ‌دی ۶۴۴۸۶ یک ستاره است که در صورت فلکی زرافه قرار دارد.